# Elaphoglossum miniatum
Elaphoglossum miniatum là một loài thực vật có mạch trong họ Lomariopsidaceae. Loài này được (H. Christ) H. Christ mô tả khoa học đầu tiên năm 1899.